# (5829) Ishidagoro
(5829) Ishidagoro (1991 CT1) – planetoida z pasa głównego asteroid okrążająca Słońce w ciągu 3,31 lat w średniej odległości 2,22 j.a. Odkryta 11 lutego 1991 roku.